# 増原宏
増原 宏（ますはら ひろし、1944年3月29日 - ） は、日本の化学者。台湾の国立交通大学講座教授。大阪大学名誉教授。元光化学協会会長。紫綬褒章受章。

## 人物・経歴
東京出身。1962年大阪府立三国丘高等学校卒業。1966年東北大学理学部化学第2科卒業。1968年東北大学大学院理学研究科化学専攻修士課程修了。1971年大阪大学大学院基礎工学研究科化学系化学専攻博士課程修了、日本学術振興会奨励研究員。
1972年大阪大学基礎工学部合成化学科助手。1981年ルーヴァン・カトリック大学客員研究員。1984年大阪大学基礎工学部合成化学科講師。同年京都工芸繊維大学繊維学部高分子学科教授。
1985年東京工業大学資源化学研究所客員教授。1989年光化学協会賞受賞。1991年大阪大学工学部応用物理学科教授、ルーヴァン・カトリック大学客員教授。1993年モエヘネシー・ルイヴィトン国際科学賞受賞。1994年日本原子力研究所高崎研究所大阪支所客員研究員、日本化学会学術賞、大阪科学賞受賞。1995年工業技術院物質工学研究所客員研究員。1996年日本原子力研究所関西研究所客員研究員、新技術事業団基礎研究参与。
1998年大阪大学大学院工学研究科応用物理学専攻教授、科学と芸術のためのベルギー王立フランダースのアカデミー外国人会員。2000年名古屋大学物質科学国際研究センター客員教授、光化学協会会長。2003年国立陽明大学客員教授。
2005年大阪大学大学院工学研究科精密科学・応用物理学専攻教授、高等師範学校客員教授、レーザー学会業績賞・論文賞（解説部門）、櫻井健二郎氏記念賞受賞。2006年中国科学院理化学技術研究所客座教授、ポーター賞、日本化学会賞、日本分光学会学術賞受賞、Ecole Normale Superier de Cachan名誉学位。2007年関西学院大学理工学部客員教授、濱野生命科学研究財団主席研究員、国際純正・応用化学連合フェロー。
2008年国立交通大学講座教授、奈良先端科学技術大学院大学物質創成科学研究科客員教授、立命館大学生命科学部客員教授、奈良先端科学技術大学院大学物質創成科学研究科特任教授、紫綬褒章受章。2010年向井賞、アジア光化学協会協会賞受賞、日本化学会フェロー。2011年インド国立科学アカデミー外国人フェロー。2012年自然科学研究機構分子科学研究所運営顧問。2014年奈良先端科学技術大学院大学物質創成科学研究科客員教授。2015年大阪大学大学院基礎工学研究科招聘教授。
2017年瑞宝中綬章受章、光化学協会名誉会員。2018年千葉大学分子キラリティー研究センター客員教授。2019年分子科学会名誉会員。